# Championnats du monde de gymnastique artistique 1954
Navigation
Édition précédente Édition suivante
Les 13e championnats du monde de gymnastique artistique ont eu lieu à Rome.

## Résultats hommes

### Concours par équipes
| 1st | USSR Albert Azaryan, Sergey Dzhayani, Yevgeniy Korolkov, Valentin Muratov, Boris Shakhlin, Hrant Shahinyan, Viktor Chukarin, Ivan Vostrikov | 689.900 |
| 2nd | Japon Akimoto Kaneko, Akira Kono, Masami Kubota, Tatsumi Nabeya, Takashi Ono, Yoshiyuki Oshima, Masao Takemoto                              | 673.250 |
| 3rd | Suisse Hans Bründler, Oswald Bühler, Hans Eugster, Jack Günthard, Hans Schwarzentruber, Josef Stalder, Melchior Thalmann, Jean Tschabold    | 671.550 |

### Concours général individuel
| 1st | Viktor Chukarin (URS)  | 115.450 |
| 1st | Valentin Muratov (URS) | 115.450 |
| 3rd | Hrant Shahinyan (URS)  | 114.600 |

### Finales par engins

#### Sol
| 1st | Masao Takemoto (JPN)    | 19.250 |
| 1st | Valentin Muratov (URS)  | 19.250 |
| 3rd | William Thoresson (SWE) | 19.200 |

#### Cheval d'arçon
| 1st | Hrant Shahinyan (URS) | 19.300 |
| 2nd | Josef Stalder (SUI)   | 19.250 |
| 3rd | Viktor Chukarin (URS) | 19.200 |

#### Anneaux
| 1st | Albert Azaryan (URS)   | 19.750 |
| 2nd | Yevgeny Korolkov (URS) | 19.550 |
| 3rd | Valentin Muratov (URS) | 19.500 |

#### Saut
| 1st | Leo Sotorník (TCH)    | 19.250 |
| 2nd | Helmut Bantz (FRG)    | 19.200 |
| 3rd | Sergei Dzhayani (URS) | 19.100 |

#### Barres parallèles
| 1st | Viktor Chukarin (URS) | 19.600 |
| 2nd | Josef Stalder (SUI)   | 19.550 |
| 3rd | Helmuth Bantz (FRG)   | 19.400 |
| 3rd | Masao Takemoto (JPN)  | 19.400 |
| 3rd | Hans Eugster (SUI)    | 19.400 |

#### Barre fixe
| 1st | Valentin Muratov (URS) | 19.700 |
| 2nd | Helmuth Bantz (FRG)    | 19.400 |
| 2nd | Boris Shakhlin (URS)   | 19.400 |

## Résultats femmes

### Concours par équipe
| 1st | USSR            | Nina Bocharova                      | 524.310 |
| 1st | USSR            | Pelageya Danilova                   | 524.310 |
| 1st | USSR            | Maria Gorokhovskaya                 | 524.310 |
| 1st | USSR            | Larissa Latynina                    | 524.310 |
| 1st | USSR            | Tamara Manina                       | 524.310 |
| 1st | USSR            | Sofia Muratova                      | 524.310 |
| 1st | USSR            | Galina Rudko                        | 524.310 |
| 1st | USSR            | Galina Sharabidze                   | 524.310 |
| 2nd | Hongrie         | Eva Banati                          | 518.280 |
| 2nd | Hongrie         | Ilona Banhegyine Milanovits         | 518.280 |
| 2nd | Hongrie         | Iren Daruhazine Karpati-Karcsics    | 518.280 |
| 2nd | Hongrie         | Erzsebet Gulyasne Köteles           | 518.280 |
| 2nd | Hongrie         | Aliz Kertesz                        | 518.280 |
| 2nd | Hongrie         | Olga Lemhenyine Tass                | 518.280 |
| 2nd | Hongrie         | Edit Perenyine Vasarhelyi-Weckinger | 518.280 |
| 2nd | Hongrie         | Ágnes Keleti                        | 518.280 |
| 3rd | Tchécoslovaquie | Eva Bosáková                        | 511.750 |
| 3rd | Tchécoslovaquie | Miroslava Brdičková                 | 511.750 |
| 3rd | Tchécoslovaquie | Alena Chadimová                     | 511.750 |
| 3rd | Tchécoslovaquie | Věra Drazdíková                     | 511.750 |
| 3rd | Tchécoslovaquie | Zdena Lizkova                       | 511.750 |
| 3rd | Tchécoslovaquie | Anna Marejková                      | 511.750 |
| 3rd | Tchécoslovaquie | Alena Reichová                      | 511.750 |
| 3rd | Tchécoslovaquie | Věra Vančurová                      | 511.750 |

### Concours général individuel
| 1st | Galina Rudko (URS)   | 75.680 |
| 2nd | Eva Bosáková (TCH)   | 75.110 |
| 3rd | Helena Rakoczy (POL) | 74.370 |

### Finales par engins

#### Saut
| 1st | Ann-Sofi Pettersson (SWE) | 18.960 |
| 1st | Tamara Manina (URS)       | 18.960 |
| 3rd | Evy Berggren (SWE)        | 18.930 |

#### Barres asymétriques
| 1st | Ágnes Keleti (HUN)   | 19.460 |
| 2nd | Galina Rudko (URS)   | 19.330 |
| 3rd | Helena Rakoczy (POL) | 19.200 |

#### Poutre
| 1st | Keiko Tanaka (JPN) | 18.890 |
| 2nd | Eva Bosáková (TCH) | 18.760 |
| 3rd | Ágnes Keleti (HUN) | 18.720 |

#### Sol
| 1st | Tamara Manina (URS)       | 19.390 |
| 2nd | Eva Bosáková (TCH)        | 19.160 |
| 3rd | Maria Gorokhovskaya (URS) | 19.120 |

## Tableau des médailles
| Rang | Nation               | Or | Argent | Bronze | Total |
| ---- | -------------------- | -- | ------ | ------ | ----- |
| 1    | USSR                 | 12 | 3      | 5      | 20    |
| 2    | Japon                | 2  | 1      | 1      | 4     |
| 3    | Tchécoslovaquie      | 1  | 3      | 1      | 5     |
| 4    | Hongrie              | 1  | 1      | 1      | 3     |
| 5    | Suède                | 1  | 0      | 2      | 3     |
| 6    | Suisse               | 0  | 2      | 2      | 4     |
| 7    | Allemagne de l'Ouest | 0  | 2      | 1      | 3     |
| 8    | Pologne              | 0  | 0      | 2      | 2     |